# Мартина Гледачева
Мартина Гледачева (нар. 12 березня 1991) — колишня болгарська тенісистка.
Найвищу одиночну позицію світового рейтингу — 399 місце досягла 12 вересня 2011, парну — 502 місце — 9 травня 2011 року.
Здобула 2 парні титули туру ITF.

## Фінали ITF

### Одиночний розряд: 6 (6 поразок)
| Легенда          |
| ---------------- |
| турніри $100,000 |
| турніри $75,000  |
| турніри $50,000  |
| турніри $25,000  |
| турніри $10,000  |

| Фінали за покриттям |
| ------------------- |
| Тверде (0–0)        |
| Ґрунт (0–6)         |
| Трава (0–0)         |
| Килим (0–0)         |

| Результат | W–L | Дата     | Турнір                | Рівень | Покриття | Суперниця           | Рахунок       |
| --------- | --- | -------- | --------------------- | ------ | -------- | ------------------- | ------------- |
| Поразка   | 0–1 | Тра 2009 | ITF Казерта, Італія   | 10,000 | Ґрунт    | Мартіна ді Джузеппе | 6–7(7–9), 1–6 |
| Поразка   | 0–2 | Вер 2009 | ITF Русе, Болгарія    | 10,000 | Ґрунт    | Сімона Матей        | 2–6, 3–6      |
| Поразка   | 0–3 | Сер 2010 | ITF Палич, Сербія     | 10,000 | Ґрунт    | Зузана Злохова      | 1–6, ret.     |
| Поразка   | 0–4 | Жов 2010 | ITF Бол, Хорватія     | 10,000 | Ґрунт    | Діяна Бановець      | 0–6, 0–6      |
| Поразка   | 0–5 | Сер 2011 | ITF Ребек, Бельгія    | 10,000 | Ґрунт    | Констанс Сібій      | 3–6, 1–6      |
| Поразка   | 0–6 | Сер 2011 | ITF Шарлеруа, Бельгія | 10,000 | Ґрунт    | Бермет Дуванаєва    | 6–2, 5–7, 1–6 |

### Парний розряд: 7 (2–5)
| Легенда          |
| ---------------- |
| турніри $100,000 |
| турніри $75,000  |
| турніри $50,000  |
| турніри $25,000  |
| турніри $10,000  |

| Фінали за покриттям |
| ------------------- |
| Тверде (0–0)        |
| Ґрунт (2–4)         |
| Трава (0–0)         |
| Килим (0–1)         |

| Результат | W–L | Дата     | Турнір                 | Рівень | Покриття | Партнерка             | Суперниці                              | Рахунок               |
| --------- | --- | -------- | ---------------------- | ------ | -------- | --------------------- | -------------------------------------- | --------------------- |
| Поразка   | 0–1 | Лип 2009 | ITF Імола, Італія      | 10,000 | Килим    | Анастасія Гримальська | Бенедетта Давато Ліза Сабіно           | 6–4, 2–6, [6–10]      |
| Перемога  | 1–1 | Чер 2010 | ITF Галатіна, Італія   | 10,000 | Ґрунт    | Ліза Сабіно           | Аліче Балдуччі Франческа Пальміджано   | 6–4, 6–1              |
| Поразка   | 1–2 | Сер 2010 | ITF Палич, Сербія      | 10,000 | Ґрунт    | Франческа Маццалі     | Ясмина Кайтазович Зузана Злохова       | 1–6, 6–4, [7–10]      |
| Поразка   | 1–3 | Вер 2010 | ITF Балш, Румунія      | 10,000 | Ґрунт    | Валентіна Сульпіціо   | Александра Каданцу Александра Дамаскін | 3–6, 5–7              |
| Поразка   | 1–4 | Жов 2010 | ITF Чіампіно, Італія   | 10,000 | Ґрунт    | Стефанія К'єппа       | Валентіна Сульпіціо Дьяна Енаке        | 4–6, 4–6              |
| Поразка   | 1–5 | Бер 2011 | ITF Анталія, Туреччина | 10,000 | Ґрунт    | Ізабелла Шинікова     | Ілона Кремінь Демі Схюрс               | 6–3, 6–7(3–7), [8–10] |
| Перемога  | 2–5 | Тра 2011 | ITF Сан-Северо, Італія | 10,000 | Ґрунт    | Валентіна Сульпіціо   | Адріана Лаворетті Мір'ям Целлер        | 6–2, 6–1              |